# Pixie (ソフトウェア)
Pixieは、オースティンにあるテキサス大学コンピュータサイエンス学科のOkan Arikanが開発した、フリー(オープンソース)のフォトリアリスティックレイトレーシングレンダラ。RenderMan準拠(RIB読み込み及びシェーダフルサポート)であり、en:Reyes renderingアーキテクチャに基づいているが、陰面消去にはレイトレーシングを用いている。
BMRTのように、PixieはRenderManを学ぶ学生に人気があり、RenderManの代替となりうる。Pixieへの貢献はSourceForgeによって容易に行うことが出来、無料でソースコード及び実行形式がダウンロード出来る。Pixieは、Windows(Visual Studio 2005使用)、Linux、Mac OS X(XcodeまたはUnixスタイルのconfigureスクリプト)上でコンパイルすることが出来る。
主要機能:
- 64-bit対応
- 高速マルチスレッド実行
- 分散レンダリング
- モーションブラー and 被写界深度
- Programmable shading (using RenderMan Shading Language) including full displacement support.
- Scalable, multi-resolution raytracing using ray differentials
- グローバル・イルミネーション
- 条件付RIBサポート
- Point cloud bakingと3Dテクスチャ

Pixieは、Okan ArikanとGeorge Harkerによって開発されている。